# 公共の福祉
公共の福祉（こうきょうのふくし）とは、日本国憲法に規定された人権の制約法理である。

## 歴史
キケロはその著作『法について』(De Legibus)において "Salus populi suprema lex est."（人民の健康が最高の法たるべし）と唱えた。公共の健康は統治の主要な論点であった。「健康」の内実がどのようなものであれ、あらゆる政治思想家がこの格言を政治哲学の主要な眼目としてきた。
この用語は、日本国憲法
- 第12条（自由・権利の保持の、未来の世代に対する責任、濫用の禁止）
- 第13条（個人の尊重・幸福追求権・公共の福祉）
- 第22条（居住移転及び職業選択の自由・外国移住及び国籍離脱の自由）
- 第29条（財産権）

で用いられている。
なお、日本国憲法のGHQ草案においては「公共の福祉」に相当する表現について、現行憲法第12条に対応するGHQ草案第11条（以下、単に「○○条（草案第○○条）」という。）では"the common good(共同ノ福祉)"、第13条（草案第12条）及び第22条（草案第21条）では"the general welfare (一般ノ福祉)"、第29条（草案第27条）では"the public welfare(公共ノ福祉)"とされていたが、現行憲法ではすべて「公共の福祉」"the public welfare"に表現が統一された。
フランス人権宣言で、自由とは他人の権利を害しない範囲で自由に行使することだと明記されている。憲法にははっきりと人権の限度の規定がなく、公共の福祉による限度があることを示唆しているだけである。そのため人権の限界についての考え方で問題が提起された。

## 公共の福祉の意味
公共の福祉の意味については、争いがあるが主に他人の人権を侵害するような自由及び権利は制限されるという意味を持つと解釈されている。現行憲法では「公共の福祉に反する場合」国民の基本的人権（言論・結社・身体の自由等）を制限できるので、極めて重要である。

### 一元的外在制約説
公共の福祉という用語は、当初は人権の外にある社会全体の利益を指すために用いられ、公共の福祉を理由として人権を制約することが判例上広く認められていた。この説は、専ら人権の外部に「公共の福祉」なる概念が存在し、あらゆる人権保障に制約を加えることができる、という意味で「一元的外在制約説」と呼ばれる。
この説は現在では支持されていない。なぜならば「公共の福祉」を根拠にいかなる人権も制限可能であるならば、大日本帝国憲法の“法律の留保型人権保障”（全ての人権規程に「法の定める範囲内において、かつ臣民の義務に背かない限り」という一語が記されている）と全く同じ運用が可能になってしまい、個人の自由を最高の保護法益とする日本国憲法とまったく相容れなくなるからである。またドイツの全権委任法も同じである。

### 二元的内在外在制約説
公共の福祉により制約が認められる人権は、明文で制約が認められている経済的自由権（22条・29条）と国家による積極的作用が必要とされる社会権（25 - 28条）に限られ、12条・13条は訓示的規定に過ぎない、とし、右の権利以外は憲法的制約はなく、それぞれの社会・文化関係から自律的に制約されるのみとする説があり、これを「二元的内在外在制約説」と呼ぶ。
しかし、この説も現在では支持を失っている。国家権力排除の側面と国家に対する請求権の側面を同時に持つ知る権利のように、自由権と社会権は相対化しつつあるにも関わらず、前者を外在的制約、後者を内在的制約と峻別してしまうことは必ずしも妥当とはいえない。また、公共の福祉を社会国家的公共の福祉（外在的制約）に限定することも妥当ではない。さらに、13条を訓示的規定であると限定してしまうと、13条を「新しい人権」を案出する人権の「打ち出の小槌」規定と解釈することが出来なくなってしまうからである。

### 一元的内在制約説
宮澤俊義により主張され通説とされている学説である。公共の福祉を人権相互の矛盾を調整するために認められる実質的公平の原理と解する。この意味での「公共の福祉」とは、憲法規定にかかわらず、全ての人権に論理必然的に内在しているとする。この「公共の福祉」原理は、自由権を各人に公平に保証するための制約を根拠付けるためには"必要最小限度の規制"のみを認め（自由国家的公共の福祉）、社会権を実質的に保証するために社会国家的公共の福祉として機能する、とする。
例えば、憲法上保障される言論の自由・表現の自由は、同じく憲法上、幸福追求権の一種として保障されると解されているプライバシーの権利や忘れられる権利と衝突する。このような事態が生じる場合に、両者の調整を図るための概念が「公共の福祉」である。
このような考え方に対して、人権を制約する立法の合憲性を具体的にどのように判定していくのか必ずしも明らかではなく、具体的な基準は何かという基本的課題に対する解答を判例の集積に委ねてしまい、実質的には外在的制約説と大差のない結果となるおそれも生じるのではないかとの批判がある。このため、一元的内在制約説を人権制約に関する具体的な違憲審査基準の規準として準則化したものとして、「比較衡量論」（ad hoc balancing）や「二重の基準」 (double standard) の理論が提唱されている。なお、公共の福祉による人権制約は法令によってのみ行われ、法令による規制が合理的であるかどうかは違憲立法審査によって行われる。法令以外によっての公共の福祉による人権制約は許されない。例えば契約書や約款・就業規則等の規定が公共の福祉の根拠となることはない。なぜなら民法90条「公序良俗に反する契約は無効」とは全く異なる概念であるからである。

### 近時の学説
近年、一元的内在制約説の理論的妥当性は、大いに疑問視されるようになっている。長谷部恭男は、人権を制約する根拠となるのは、かならず他の人権でなければならないとの前提は、『人権』という概念をよほど拡張的な意味で用いない限り理解が困難であり、すべての規制が公共の福祉という概念で一元的に説明がつく一方、公共の福祉を名目とする国家による規制をも、無制約とする危険を孕んでいると批判している。
もともと「公共の福祉」は、国家ないし国家活動の目的一般を指すことばであり、人権相互の矛盾・衝突の調整を「公共の福祉」の名で呼ぶことへの疑問は、内在制約説の提唱者である宮沢俊義自身が認めるところでもあった。また、従来憲法学者の間では、人権規制の限界画定に関する基準を、各個の権利・自由につき具体的に明らかにすることに主眼が置かれ、「公共の福祉」の原理そのものの意味について、必ずしも深く考察されてこなかった。
そこで、近時の学説では、人権の制限根拠を人権相互の矛盾・衝突の調整に限定せず広く認めた上で、より詳細な類型論によって、公共の福祉の意味を限定しようと試みられている。
- 佐藤幸治は、内在的制約原理と政策的制約原理を区別し、いずれの原理が指導原理となるかは各基本的人権の性質に応じて決まり、22条と29条とは後者の制約原理が妥当する機会が多いことからとくに再言されたものと解し、さらに、22条の移転の自由は内在的制約のみに服するとしている[10]。
- 浦部法穂は、(1) 他人の生命・健康を害する行為の排除、(2) 他人の人間としての尊厳を傷つける行為の排除、(3) 他人の人権と衝突する場合の相互の調整の必要という人権の観念それ自体から導かれる内在的制約のほか、経済的自由権には政策的制約があるとしている[11]。
- 高橋和之は、人権制約はすべての個人に等しく人権を保障するために必要な措置と捉え、人権衝突の調整のほか、他人の利益のために人権を制限する措置や本人の利益のために本人の人権を制限する措置も公共の福祉に含まれるとする[12]。
- 内野正幸は、「公共の福祉」の内容を「自由制約正当化事由」として包括的に分析し、その内容として、(1) 他者の権利・利益（治安・公衆衛生なども含む）の確保、(2) 本人の客観的利益の確保、(3) 公共道徳の確保、(4) 経済取引秩序の確保、(5) 自然的・文化的環境の保護、(6) 国家の正当な統治・行政機能の確保、(7) 社会政策的・経済政策的目的の実現（財政政策に基づくものや、事業の公共性を理由とするものをも含む）を挙げる[13][14]。
- 渋谷秀樹は内野の7類型を整理して、(1) 他者加害の禁止、(2) 自己加害の禁止、(3) 社会的利益の保護、(4) 国家的利益の保護、(5) 政策的制約の5類型とし、(1) (3) を内在的制約、(4) (5) を外在的制約、(2) をこれらと異なるパターナリスティックな制約とする[15]。
- 初宿正典は、人権相互の衝突の調整を根拠とする人権制約を「公共の福祉」とは別の問題であるとしている[16]。
- 松井茂記は、人権は他人の人権を侵害するするときにのみ制約されうるという原理を貫徹はできておらず、公共の福祉を人権相互の調整原理と信じ込むのは危険であると提唱している。そして、どのような場合にどこまで許されるかを具体的に考えたほうが良いという見解で、目的達成のためにとられた手段がその目的とどのように関連しているのかを考えるべきで、公共の福祉による制約を受けるかばかり議論していては意味がないとしている[2]。
- 広中俊雄は、公共の福祉は、「『私益』に対する『公益』の優先あるいは『各個を超越した全体』（国家や『民族共同体』等）の利益を説いた団体主義・全体主義とは全く無縁のもの」であるとした。[17]
- 大村敦志は「公共の福祉」について、「生活利益や競争利益」に限定されるという見解に対し、権利の外延が定まっていないようなケースの場合には、「一方で『公共の福祉』を念頭に置きつつ、ルールを生成させる必要がある」とした。そして、「生活利益」や「競争利益」に加えて、「人間の尊厳」も加えるべきであるとした。[18]
- 松坂佐一は、「私権はもとより直接には権利の主体たる個人の利益を保護するために、認められるものであるが、間接的にはそれを求めることが同時に社会的幸福を増進すると考えられているからであ」り、「公共性ということは私権に内在する性格だと言わねばなら」ず、「初期の市民社会においては、封建的拘束から解放された個人をして、不羈独立の立場で自由に個人的利益を追求せしめることが最も社会の幸福を増進する所以であった」とした。[19]

以上の様に様々な見解が見られ、憲法学者の間では、公共の福祉を『人権相互の矛盾・衝突』の調整原理としてのみ狭く捉える見解はむしろ少数派であって、何らかの意味で公共の利益も『公共の福祉』の内容として認める見解が一般的である。しかしながら、このような見解においても、公共の福祉それ自体が基本的人権制約の正当化事由となるわけではなく、全体の利益が個人の権利・利益を凌駕することを意味するわけではない。

## 公共の福祉の内容
一元的内在制約説における公共の福祉の内容については、「自由国家的公共の福祉」と「社会国家的公共の福祉」があるとする。

### 自由国家的公共の福祉
自由国家的公共の福祉とは、形式的公平・内在的制約・消極目的規制ともいわれ、「各個人の基本的人権の共存を維持するという観点での公平」であって、具体的には、『国民の健康・安全に対する弊害を除去』を目的とする制約」と解するのが多数説であるが、「他人の権利を害さないことと、基本的憲法秩序を害さないこと」を目的とする制約、と解する有力説（芦部）もある。
そして、自由国家的公共の福祉は、内心の自由を除く全ての人権に妥当するとされる。

### 社会国家的公共の福祉
社会国家的公共の福祉とは、実質的公平・政策的制約・積極目的規制ともいわれ、「形式的公平に伴う弊害を除去し、人々の『社会・経済水準の向上』を図るという観点での公平」と解するのが通説である。例えば、弱者保護や社会経済全体の調和ある発展のための規制である。
社会国家的公共の福祉は、経済的自由権と社会権に妥当する、とする説や、経済的自由権にのみ妥当する、とする説が有力である。これは積極目的規制が形式的公平を害するおそれがあるため限定的でなければならないからである。

### 消極目的規制の事例
精神的自由権等の重要な人権には、自由国家的公共の福祉すなわち消極目的規制のみが可能である。
消極目的規制の代表例としては、集会の自由を制限する凶器準備集合罪の規定や、表現の自由（集団示威行進）を制限する公安条例の規定（デモ活動の許可制）がある。一般に人権制限には、制限目的の合理性と制限手段の合理性が必要とされるが、集会の自由や表現の自由にも消極目的規制は可能であり、消極目的規制とは“国民の健康・安全に対する弊害除去を目的とする制約”と解する多数説でも、これらの場合は国民の安全が害されるおそれがある場合であるから制限目的は合理的といえる。

### 特殊事例
憲法学が一応正面から論じてはいるが、公共の福祉との関係などの理論構成が不明確な事例として、在監関係・公務員関係(部分社会の法理)・未成年者の人権制限・国立大学学生がある。
例えば、公務員の政治活動の制限の根拠については、憲法は「官吏に関する事務を掌理する」73(4)として、公務員関係の存在と自律性（15，73(4)）を憲法秩序の構成要素として認めているから、「公務員関係の存在と自律性」が制限根拠となる とする説が有力であるが、これは公共の福祉論とは異質な理論といえる。「憲法秩序の構成要素」とは憲法自体が制限を要請しているとの意味に解せるから、公共の福祉論の枠外で憲法の規定（15，73(4)）をそのように解釈することで制限を根拠づけるものといえる。（在監関係や公務員関係は古くは特別権力関係として議論された。）
未成年者については、選挙権の制限・行為能力の制限・婚姻の制限・飲酒喫煙の制限、がある。未成年者の人権制限の根拠については、憲法は成年制度の存在を予定している（15Ⅲ）からとする成年制度説が有力であるが、これも公共の福祉論（消極目的規制）とはやや異質な理論であり、公共の福祉論の枠外で15Ⅲの規定から制限根拠を導いているとみることもできる。

## 規制目的と合憲性判定基準の関係
司法審査における判定基準（合憲性判定基準／違憲審査基準）として、厳格な基準と緩やかな基準に大別する二重の基準理論があるが、消極目的規制の場合は厳格な基準の場合を含むものの、消極目的規制の場合は緩やかな審査基準の場合もあることに注意を要する。例えば経済的自由権の一種である営業の自由での薬事法距離制限の事例は、消極目的規制であるが、司法審査基準としては緩やかな基準である。（緩やかな基準のうちの「厳格な合理性の基準」が採られる。）
他方、積極目的規制がされる場合は、緩やかな審査基準であり、緩やかな基準のうちの「明白性の基準」等が採られる。

## 国際人権規約との関係
日本国が締約している「国際人権規約」の「市民的及び政治的権利に関する国際規約（自由権規約、B規約）」の規定に基づき、日本国政府は2012年までに6回、自由権規約人権委員会へ定期報告を行い、委員会は定期報告を踏まえ、規約の履行状況を審査したうえで、日本国政府へ「最終見解」により、「国内法を規約に合致させるよう」、また「法的措置をとるべき」と、懸念事項及び勧告を提示してきた。
日本国政府は第4回定期報告において、「公共の福祉」の概念について、主として、基本的人権相互間の調整を図る内在的な制約理念により一定の制限に服することがある旨を示すものであり、「公共の福祉」の概念は、各権利毎に、その権利に内在する性質を根拠に判例等により具体化されていることから、実質的には、規約による人権の制限事由の内容とほぼ同様なものとなっており、「公共の福祉」の概念の下、国家権力により恣意的に人権が制約されることはあり得ない旨を説明しており、第5回以降の定期報告でも同様の説明を繰り返し行っている。しかしながら、第4回以降、第6回までの定期報告に対する最終見解において、委員会はその都度、「公共の福祉」の概念は曖昧で制限がなく、規約の下で許容されている制約を超える制約を許容し得ると、懸念を表明している。
そのうえで、第5回定期報告に対する最終見解において委員会は、「『公共の福祉』の概念を定義し、かつ『公共の福祉』を理由に、規約で保障された権利に課される『あらゆる制約が、規約で許容される制約を超えられない』と明記する立法措置をとるべきである」旨を勧告し、第6回定期報告に対する最終見解においては、「規約第18条及び第19条の各第3項に規定された厳格な要件を満たさない限り、思想、良心及び宗教の自由あるいは表現の自由に対する、権利への如何なる制限を課すことを差し控えることを促す」旨を勧告している。
なお、規約で許容される制約の一例として、たとえば規約第19条第3項において、表現の自由の行使については一定の制限を課すことができるが、その制限は、法律によって定められ、かつ、次の目的のために必要とされるものに限ることとされている。
```
   (a)　他の者の権利又は信用の尊重 
   (b)　国家の安全、公の秩序又は公衆の健康若しくは道徳の保護
```

## 憲法改正案における「公共の福祉」の取扱い
読売新聞は1994年（平成6年）11月に「憲法改正試案」を発表し、当該試案において「公共の福祉」を「公共の利益」に変更している。これについては、「これまで、あいまいで多様な捉（とら）え方をされてきた『公共の福祉』を明確にし、その内容を具体的に明示する必要がある。他者の権利の尊重を憲法の条文に明記することも重要だ」とし、国際人権規約のB規約（市民的及び政治的権利に関する国際規約）を援用して、そこに示された「個人が他者及び社会への義務を負い、かつ権利の増進、擁護のために努力する責任」を憲法に明示するため、「公共の福祉」という表現の見直し「公共の利益」とするのが適当とした。
自由民主党憲法改正推進本部は、2012年（平成24年）4月に「日本国憲法改正草案」を発表しているが、当該草案において「公共の福祉」を「公益及び公の秩序」へ変更しており、その理由について「日本国憲法改正草案Q&A」のQ15で説明している。
産経新聞は2013年（平成25年）4月に「『国民の憲法』要綱」を発表し、当該要綱において「公共の福祉」を「国の安全、公共の利益または公の秩序の維持」「国または公共の利益ならびに公の秩序」といった規定に変更している。その理由について「解説」で、「自由と権利については、現行憲法下でも『公共の福祉』により制限されるとの判例もある。しかし、戦後憲法学で、『公共の福祉とは人権相互の矛盾・衝突を調整するための実質的公平の原理に過ぎない』との解釈が主流だったため、『人権は社会や国家よりも優位にある』との『人権至上主義』を蔓延させたーとの認識で委員が一致。曖昧な『公共の福祉』という表現は使わなかった。」と説明している。